# Aruj
Aruj (em turco:  Oruç Reis, (almirante Oruç) (Lesbos, apróx. 1473–Tunísia,1518), também conhecido como Baba Aruj ou Barbarroja pela cor de sua barba (às vezes Barbarossa, como em italiano), foi um corsário otomano e governador de Argel para a Sublime Porta.
'Aruj foi um entre quatro irmãos: Ixaqe, Aruj, Ilias e Hizir chamado depois Jairadim (Defensor da Fé), nascidos nos anos setenta do século  XV na ilha de Lesbos, todos filhos de Iacube Aga e uma mãe cristã grega, Catarina, da que dizem ser de Andaluzia e viúva de um sacerdote cristão. Algumas fontes fazem de Iacube um Sipahi, uma espécie de cavaleiro feudal, enquanto outras o convertem em jenízaro originário de Vardar, para perto de Salonica.
Os quatro irmãos começaram como marinheiros e corsários no Mediterrâneo, para contrariar a atividade corsária da Ordem Soberana e Militar de Malta da ilha de Rodes. Ilias morreu durante uma expedição comercial, e 'Aruj foi feito prisioneiro em Rodas e vendido como escravo. 'Aruj escapou do cativeiro e chegou a Itália, e depois foi para o Egito. Conseguiu uma audiência com o sultão Qansoh a o-Ghuri, que estava a organizar uma frota de barcos dirigidos à Índia. O sultão deu-lhe o comando de um barco, com o que 'Aruj, a partir de sua base em Alejandría atacou ilhas do Mediterrâneo controladas pelos cristãos.
Por volta de 1505 'Aruj conseguiu tomar mais três barcos e estabeleceu sua base na ilha de Jerba, transladando suas operações ao Mediterrâneo ocidental. Sua fama cresceu entre 1504 e 1510, anos que transportou muçulmanos mudéjares da Espanha cristã ao norte de África. Já se conhecia como Baba Aruj, ou Baba Oruc (cujo significado é 'Pai Aruj'), pelos paternais cuidados que oferecia aos muçulmanos precisados. De uma corruptela de Baba Aruj, surge o nome Barbarroja (ou sua versão italiana: Barbarossa). Em 1516, Aruj tomou Argel e depois Tremecém, ocasionando a fuga de Abu Hamo Muça III. Abu Zaiane conspirou contra ele, de modo que Aruj o fez executar e se declarou governador de Argel.
Foi famoso por pôr velas nos canhões que transportava pelos desertos do norte de África. O melhor meio de proteger Argel e o norte de África contra Espanha era se unir ao Império otomano, o principal rival dos espanhóis. Para isso, teve que renunciar ao título de Sultão de Argel. Os otomanos nomearam-no governador de Argel e governador em Chefe do Mediterrâneo ocidental e prometeram apoiar-lhe. Em 1518 'Aruj morreu numa batalha contra os espanhóis, que tentavam retomar Tremecém. Morreu à idade de 55 anos, e seu irmão Jairadim tomou seu lugar, seu nome (Barbarroja) e sua missão.